# Перша Культура
Перша Культура (рос. Первая Культура) — присілок в Шар'їнському районі Костромської області Російської Федерації.
Населення становить 43 особи. Входить до складу муніципального утворення Зебляковське сільське поселення.

## Історія
Від 2007 року входить до складу муніципального утворення Зебляковське сільське поселення.

## Населення
| 2008 | 2010 | 2014 |
| ---- | ---- | ---- |
| 49   | ↘37  | ↗43  |